# دبليو سي دبليو فيرسيس ذا ورلد
دبليو سي دبليو فيرسيس ذا ورلد (بالإنجليزية: WCW vs. the World)‏ ، وتسمى في اليابان باللغة الإنجليزية (Virtual Pro-Wrestling) ، هي لعبة فيديو إلكترونية من إنتاج شركة أسميك أيس إنترتنمنت اليابانية وذا مان برييز، ونشرها شركة تي إتش كيو الأمريكية، صدرت في الأسواق اليابانية سنة 1996 وبعد عام صدرها الولايات المتحدة الأمريكية وأوروبا.

## وصلة خارجية
- WCW vs. the World على موبي غيمز